# 死喰い人

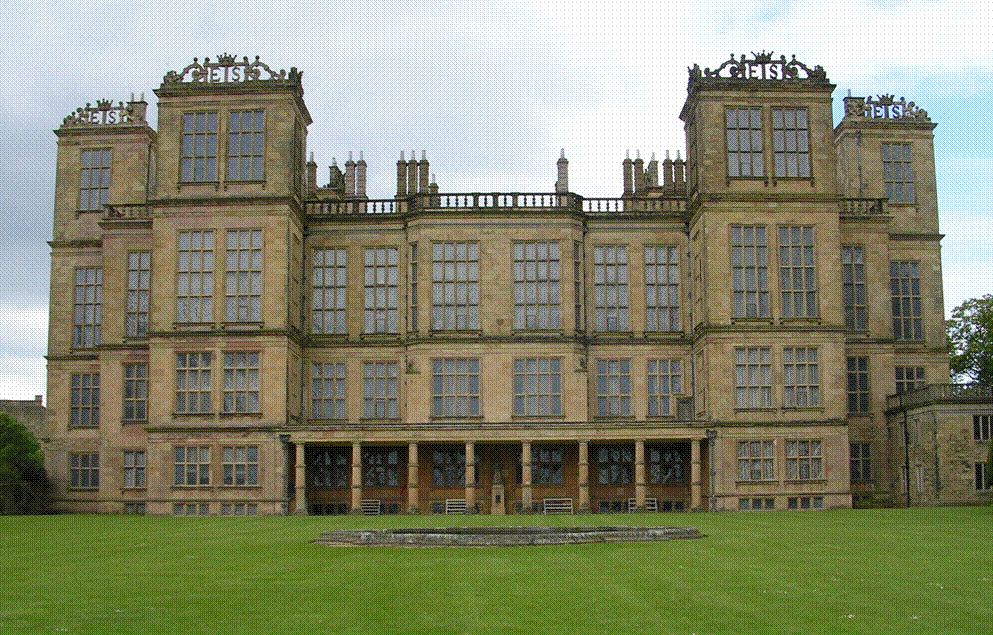
映画『ハリー・ポッターと死の秘宝 PART1』において、ヴォルデモートと死喰い人の本拠地となるマルフォイの館のモデルとなったダービーシャーのハードウィック・ホール。劇中の映像では屋根の形状が異なっている。

死喰い人（しくいびと、Death Eaters）は、J・K・ローリングの小説『ハリー・ポッター』シリーズおよび、その派生作品に登場する架空の集団である。映画版の日本語吹き替え翻訳では英語のデスイーターが用いられる。

## 概要
ヴォルデモートの思想に賛同し、忠誠を誓った闇の魔法使いや魔女のなかでもとくに重要な人物を指す。フェンリール・グレイバックのように、ヴォルデモートの配下であるが死喰い人とはされない者もいる。政財界に深く入り込んで権力を持つ者も存在する。
純血主義を標榜し、メンバーの多くは純血かつ、ホグワーツ魔法魔術学校のスリザリン寮出身である。1930年代に発表された「純血一族一覧」で「間違いなく純血の血筋」と認定された「聖28一族」出身の者も多い。ただし作者のローリングによればマグル生まれのメンバーも少数ながらいるもようで、ヴォルデモートも純血ではない。
基本的に黒のローブを身にまとい、戦闘時にはフードや仮面を装着する。これは、自分の正体を隠すためである。魔法使い以外の種族にも勢力を拡大しており、巨人や狼人間も味方しているほか、物語終盤ではアズカバンに勤務していた吸魂鬼全員が合流する。ヴォルデモートがもっとも台頭した時代には不死鳥の騎士団側の20倍の勢力を有し、反対勢力を多く殺害、弾圧し民衆を恐怖に陥れた。闇の魔術に精通していることから総じて戦闘に秀でており、主要メンバーは不死鳥の騎士団や魔法省の闇祓いといった優秀な魔法使いとも互角に渡りあう実力を持つ。差別的な純血主義者が中心でヴォルデモートの権力・実力に惹かれて集まり、絶対の忠誠を誓っているが、なかには恐怖から従う者や服従の呪文によって従わされている者も多い。
ヴォルデモートがハリー・ポッターの殺害に失敗してからは、一部の者は「服従の呪文」や脅しにより無理やり従わされたと訴え、ヴォルデモートに忠実な者は騎士団員や闇祓いによってアズカバンに投獄、あるいは殺害され、実質的に組織は解体された。
第4巻『炎のゴブレット』において、クィディッチワールドカップのキャンプ村に焼き討ちを行ない活動を再開する。同巻でヴォルデモートが復活した際にはルシウス・マルフォイなど多くのメンバーが再集結する。第5巻『不死鳥の騎士団』では、ヴォルデモートが自分の軍団を再構築しようと、アズカバンで集団脱獄事件を起こしベラトリックス・レストレンジを脱獄させる。神秘部の戦いでは不死鳥の騎士団に敗北し、幾人かの死喰い人が捕まるが、ベラトリックスはヴォルデモートとともに逃亡に成功する。第6巻『謎のプリンス』では、ホグワーツのアルバス・ダンブルドア校長、魔法大臣ルーファス・スクリムジョールの殺害（映画版だと死の秘宝PART1で死亡が判明）にも成功し、ホグワーツや魔法省までも掌握する。第7巻『死の秘宝』では総力を挙げてホグワーツに攻め込み、ハリーを守ろうとするホグワーツ防衛隊と激戦を繰り広げる。防衛隊側の半数を死傷させるが、最終的に主要メンバーのほとんどが敗北し、主君ヴォルデモートもハリー・ポッターとの戦いのなかで死亡したことで完全に壊滅する。

### 闇の印
死喰い人の印。マークは、口から蛇が出ている髑髏（どくろ）。死喰い人は、反対勢力に対する破壊活動を行なう際、「モースモードル（闇の印を）」と呪文を唱え、その場の上空に闇の印を打ち上げる。この印は死喰い人しか作り方を知らず、民衆の恐怖の象徴とされる。
死喰い人は全員、左の前腕に闇の印を刻まれている。ヴォルデモートがひとりの印に触れると全員の印が黒く変色して熱くなる。これがヴォルデモートによる招集の合図である。印は消すことができず、また印の変色・発熱は痛みをともなわないが、直接ヴォルデモートによって印に触れられた場合は激しい苦痛がともなう。なお、ハーマイオニー・グレンジャーは、この方法にヒントを得て、ダンブルドア軍団の集合時間を知らせる方法を編み出す。

## メンバー
セブルス・スネイプ
ホグワーツ魔法魔術学校の教師。死喰い人のひとりであったが、愛する女性でハリーの母であるリリーが狙われていることを知り、彼女を守るために心離れし、アルバス・ダンブルドアを頼って不死鳥の騎士団のメンバーとなる。闇の陣営のヴォルデモートと死喰い人を調査するためにダンブルドアから送りこまれた二重スパイであり、その真実は本人とダンブルドアのみに秘されている。
ヴォルデモート陣営からは不死鳥の騎士団に送りこまれたスパイ、不死鳥の騎士団陣営からはヴォルデモート陣営から脱退した不死鳥の騎士団の一員としてヴォルデモート陣営を調査する二重スパイ、と認識されるが、実際は不死鳥の騎士団の味方である。しかし、7人のポッター作戦ではセブルス・スネイプの発した「セクタムセンプラ」の呪いがジョージの耳に誤ってあたり、片耳を失った。
スネイプがホグワーツから逃亡したあと、不死鳥の騎士団のメンバーたちは、ヴォルデモート陣営を欺くための作戦であったと知らなかったため、スネイプがヴォルデモート陣営に戻り寝返ったと誤解する。

ルシウス・マルフォイ
演 - ジェイソン・アイザックス（映画版）
日本語吹き替え - 諸角憲一（映画版） / 大塚芳忠（ゲーム版）
「間違いなく純血の血筋」とされる「聖28一族」のひとつ、マルフォイ家の当主。妻は「聖28一族」のひとつ、ブラック家出身のナルシッサ・マルフォイ。息子はドラコ・マルフォイ。死喰い人のリーダー格であり、第2巻『秘密の部屋』まではホグワーツの理事も務める。魔法省に多大な寄付を施しており、魔法大臣にすら意見するほどの権力を有している。ウィルトシャーにあるマルフォイの館は、死喰い人にも利用されている。
保身を非常に案ずる性格で、ほかの純血の名家の例に漏れず純血主義者で、マグルに寛容なアーサー・ウィーズリーとは、街中で取っ組み合いの喧嘩を繰り返すほどの犬猿の仲。魔法の実力も立場相応のものがあるようで、神秘部の戦いでその実力を垣間見せる。
家族愛は強く、妻と同様に息子を溺愛しているが、しつけや教育に関しては厳しく、私情より風紀を優先する一面があり、マグル生まれのハーマイオニー・グレンジャーに成績で劣ったことに対する息子の言い訳を一蹴し、ドラコが処罰をうけたときに父が黙っていないという主旨の発言を聞いたルビウス・ハグリッドも「父親はそれ（処罰を受けるの）が当然だと言うだろう」と話す。ただし、息子の命がかかったときには、味方の状況よりも息子を優先する。
ホグワーツ在学中はスリザリン寮に所属しており、監督生に選ばれている。スネイプはホグワーツ時代の後輩で旧友でもあり、半純血の出自や能力への嫉妬により貶められるなかにあって、スネイプの実力を認め交友を結んだ。その後もホグワーツ理事のひとりとしてスネイプを高く評価しており、息子のドラコによれば、後述の「秘密の部屋」事件で失脚したダンブルドアの後任にスネイプを推薦するつもりだったようである。
第2巻『秘密の部屋』では、ダンブルドアを失脚させるために「秘密の部屋」事件を企て、ヴォルデモートから預かっていた「リドルの日記」をジニー・ウィーズリーの持ち物のなかに紛れ込ませ、事件の犯人になるように仕向けるが失敗に終わり、日記はハリーによって破壊されたうえ、事件の首謀者だったことを暴かれてホグワーツの理事を解任される。さらにハリーの策にはまり、自分の屋敷しもべ妖精ドビーを解放、あげくの果てには、リドルの日記がじつはヴォルデモートの分霊箱の一つで、それを知らずに私的に使用して破壊されたことがヴォルデモートに知れ、凄烈な怒りを買う。
第5巻『不死鳥の騎士団』では、魔法省神秘部の戦いにも参加するが、ハリーたちを取り逃がし、予言も破壊されたうえ、ダンブルドアによってアズカバンに投獄され、死喰い人内での地位も低下する。ダンブルドアの死後はほかの死喰い人とともにアズカバンから脱獄するが、第7巻終盤のホグワーツの戦いでは、戦闘に参加せず、妻ナルシッサとともにドラコを探し回り、ホグワーツの祝勝会にも妻や息子とともに肩身が狭そうに座る。物語終了後は、死喰い人残党の捕獲に協力したことから、投獄は免れ、家名も存続する。
映画版は『秘密の部屋』から登場。杖をステッキに仕込んでいる。ドビーを奪われた際にはホグワーツの校舎内でハリーに向かって「アバダ」と唱え、ドビーに途中で遮られる。『死の秘宝 PART2』のホグワーツの戦いでは、停戦が明け、2度目の戦いが始まると、妻と息子のあとを追いながらホグワーツから逃走する。
ドラコ・マルフォイ
ルシウスの息子。原作小説では死喰い人と明言されていないが、第6巻ではヴォルデモートにダンブルドア抹殺の任務を与えられ、以降も闇の陣営の側でハリーたちと戦う。
映画版では左腕に闇の印が刻まれる。

ピーター・ペティグリュー
演 - ティモシー・スポール（映画版）、チャールズ・ヒューズ（映画版・学生時代） / トム・グッドマン・ヒル（ゲーム版・声）
日本語吹き替え - 茶風林（映画版） / 中博史（ゲーム版）
作中では唯一のグリフィンドール寮出身の死喰い人。下働きの役割が多く、立場は低い。
小柄で鼻が尖っており、どことなくネズミに似ている。瞳の色は薄く、髪はくすんだ茶色でくしゃくしゃ。さらに頭頂部は広くはげている。卑怯な小心者で、いつも強者に従属し、自分の立場が悪くなると情に訴えて助けを請う。一方で、人を巧みに騙す狡猾さもあわせ持つ。闇の魔術の才能はあり、高い魔力がないと威力を発揮しない「死の呪い」を行使する。
ホグワーツ在学中はジェームズ・ポッターやシリウス・ブラック、リーマス・ルーピンの学友だった。ジェームズたちとは比ぶべくもない劣等生であったとされ、シリウスと行動をともにする機会が多かったため「シリウスの腰巾着」と呼ばれていた。のちにルーピンが人狼だとわかると、ジェームズやシリウスとともに動物もどきとなる。忍びの地図を作った人物のひとりでもある。当時は、ペティグリューがネズミの動物もどきであり、ネズミの尾がミミズのような形をしていることにちなみ、「ワームテール」と呼ばれていた。第4巻以降は、敵味方を問わずこの名で呼ばれる。
ホグワーツ卒業後は友人とともに不死鳥の騎士団に加わり、ヴォルデモートに命を狙われたポッター家の秘密の守人になる。しかし、恐怖心からその1年前の時点ですでに裏で死喰い人に加わっており、ポッター家の居所をヴォルデモートに密告し、ジェームズとリリー夫妻を死に追いやった。しかし、ポッター家の襲撃に貢献したものの、ヴォルデモートが敗れたことから、仲間である死喰い人にはヴォルデモート敗北の元凶と見なされ、裏切り者として追われる身となる。そのため、12人のマグルを殺し、夫妻を死に追いやった罪をシリウスに着せ、みずからの小指を切り落として死を偽装し、ネズミに変身して逃亡した。世間では、ペティグリューがシリウスに立ち向かい死亡したとされ、この「英雄的な行為」によって勲一等マーリン勲章を受章している。以降、ネズミに姿を変えてウィーズリー家に潜伏していた。また「ホグワーツの謎」ではこの時期に死喰い人とは別の闇の魔法使いの秘密組織「R」にも所属していたが、敵前逃亡して離反している。
ウィーズリー家では「スキャバーズ」という名を与えられ、ペットとして飼われていた。1991年夏（ロン・ウィーズリーがホグワーツに入学する年）まではパーシー・ウィーズリーが、それ以降はロンが飼い主となる。ロンは愚痴をこぼしつつもスキャバーズを大事にするが、その正体を知ったあとは、存在を忘れたかのような態度を取る。ロンがハリーの親友となり、ホグワーツでの寮でも同室になったことから、3年時までハリーのすぐかたわらで生活するが、ダンブルドアが校長を務めていたため、ハリーに危害を加えようとはしない。
第3巻『アズカバンの囚人』終盤、アズカバンを脱獄したシリウスや、「闇の魔術に対する防衛術」教授に就いていたルーピンに正体を暴かれ、殺されそうになるが、「父の親友であるシリウスやルーピンを罪人にしたくない」という理由でハリーに命を助けられる。その後、一瞬の隙に逃亡し、主君と仲間への恐怖心から、ヴォルデモートのもとに戻る。
第4巻では､ヴォルデモートの命令で､ハリーとともにリトル・ハングルトンの教会墓地に移動させられたセドリック・ディゴリーを死の呪文で殺害し、自分の右手首から先を「下僕の肉」として捧げヴォルデモートを復活させる。このとき、代わりとしてヴォルデモートから銀色の右手を与えられる。第7巻ではマルフォイの館でハリーたちと戦闘になるが、このとき、ハリーの殺害を躊躇したため、呪いで銀色の手に首を絞められ死亡する。
映画版は『アズカバンの囚人』から登場。『死の秘宝 PART1』では原作とは違い、マルフォイの館でドビーに呆気なく気絶させられる。その後は描かれなかった。
バーテミウス・クラウチ・ジュニア
演 - デイヴィッド・テナント（映画版）
日本語吹き替え - 桐本琢也（映画版）
「間違いなく純血の血筋」とされる「聖28一族」の中でももっとも古い家系のひとつ、クラウチ家の出身。父は魔法省国際魔法協力部の役人、バーテミウス・クラウチ・シニア。ホグワーツ在学中は優等生で、O.W.L試験で12科目合格するほどの秀才だった。しかし、父との不和から人格が歪み、10代のころに死喰い人に加わった。
若いころは臆病で卑屈な面があり、裁判では、嫌悪していた父に「自分は死喰い人ではない」と無実を言い張っていたが、成人してからは、危険な任務をみずから志願するほどの芯の強い性格となった。ヴォルデモートとは「父親を憎悪していた」「父親と同じ名前をつけられた」「父親を殺した」といった共通点があり、ヴォルデモートに対する忠誠心はきわめて高く、死喰い人のなかでも数少ない、失踪後のヴォルデモートを探したひとりでもあるため、信頼も厚い。
ヴォルデモートの失踪後、ベラトリックス・レストレンジたちとともに、ネビル・ロングボトムの両親であるフランク・ロングボトムとアリス・ロングボトムを「磔の呪文」で拷問し廃人にし、イゴール・カルカロフの司法取引により告発され、アズカバンの終身刑を受けた。その後、ポリジュース薬を利用して母と入れ替わり脱獄するが、父に「服従の呪文」をかけられて自宅に幽閉されていた。そのなかで徐々に服従の呪文に抵抗しはじめていたところを、自身が生存していることを知ったヴォルデモートによって解放される。
その後は、ヴォルデモートの肉体の復活に必要なハリーをヴォルデモートのもとへ届けるため、アラスター・ムーディを襲撃して監禁し、ポリジュース薬で彼に化けてホグワーツに潜入する。炎のゴブレットに錯乱の呪文をかけて三大魔法学校対抗試合にハリーを参加させ、ハリーが勝つよう助言し、優勝杯を「移動キー」に変え、それにハリーを触れさせることで任務を完遂する。その後、リトル・ハングルトンから逃走し、ホグワーツに戻ったハリーを殺そうとしたところをダンブルドアに捕らえられ、セブルス・スネイプがダンブルドアの命令で持ってきた真実薬によって真相を吐かされる。アズカバンに送られる予定だったが、ホグワーツを訪れた魔法大臣コーネリウス・ファッジの護衛をしていた吸魂鬼にキスを受け、死よりも酷い姿となる。その後の消息は描かれていないが、クラウチ家は彼の代で断絶してしまう。
映画版は『炎のゴブレット』に登場。カルカロフの司法取引では、傍聴席から逃亡しようとしたところを取り押さえられ、荒れ狂いながら周りに罵詈雑言を浴びせる。また、その際に裁判長を務めていた実の父親に向かって、「やあ、父さん」と話しかけたが、「お前など息子ではない」と切り捨てられて激昂する。彼の最後はダンブルドアに捕らえられたところで出番が終了し、吸魂鬼によるキスやその後の消息については描かれなかった。
ベラトリックス・レストレンジ
演 - ヘレナ・ボナム＝カーター（映画版）
日本語吹き替え - 高乃麗（映画版）
「間違いなく純血の血筋」とされる「聖28一族」のひとつ、ブラック家の出身で、シリウス・ブラックの従姉。ファーストネームの「ベラトリックス」は、オリオン座の2等星ベラトリックスに由来する。愛称は「ベラ」。ナルシッサとアンドロメダの3人姉妹の長女。夫は死喰い人のロドルファス・レストレンジ。ルシウスは義弟、ドラコは甥に当たる。
豊かな黒髪を持ち、まぶたは厚ぼったい。ブラック家の血筋の例にもれず美しい容姿ではあるが、アズカバンに収監されていた影響で、脱獄直後は見る影もない有様であった。性格は非常に残虐で、目的を達成するなら拷問も辞さないかなりのサディストである。感情の起伏が激しく、エキセントリックな一面もあり、幼児語を用いて相手を挑発する。一方で調子に乗って足をすくわれる場面もある。血気があり、第七巻の死喰い人の会議では「早くハリーを殺したい」と口走り、ヴォルデモートに「ハリーを倒すのは俺様だ」と指摘されている。
失脚後のヴォルデモートを探し求めた数少ない死喰い人。ヴォルデモートに対しては敬愛を抱いており、その愛情は夫に対するものよりも深いとされる。ヴォルデモートも「ベラ」と愛称で呼び、分霊箱のひとつを預ける。ヴォルデモートから直々に闇の魔術を教わっており、その戦闘能力は死喰い人のなかでも随一である。ハリーにも「並外れた技を持ち、良心を持たない魔女」と評される。許されざる呪文の扱いにも長けており、とくに磔の呪文を使用する際は「相手を痛めつけたいと本気で思い、それを楽しむ必要がある」と説く。
ホグワーツではスリザリン寮に所属。その後、死喰い人の一員に加わる。主君ヴォルデモートの失踪時には、ほかの死喰い人の多くが闇の陣営を去るなか、主君を捜索し、その過程でロドルファスや義弟のラバスタン・レストレンジ、バーテミウス・クラウチ・ジュニアとともにフランク・ロングボトムとアリス・ロングボトム夫妻を磔の呪いで拷問し、廃人にした。この罪でほかの3人とともに逮捕され、アズカバンに収監された。このことからヴォルデモートには高く評価され、復活した直後には最高の栄誉を与えると宣言される。その後、ヴォルデモートの手引きで、夫や義弟を含むほかの死喰い人9人とともに脱獄。6月、魔法省神秘部の戦いに参加し、シリウスを殺害するが、ダンブルドアが現れると逃亡する。
第7巻では、マルフォイの館でハリーたちを捕えた人さらいがグリフィンドールの剣を発見したことから、ハリーたちがグリンゴッツ銀行にある自分自身の金庫に侵入して剣を奪ったと思いこみ、磔の呪文で(映画ではナイフも使い)ハーマイオニーを拷問する。しかしドビーの機転によって逃げられる。
5月、ホグワーツの戦いに参加。ニンファドーラ・トンクスなど、多数の人間を殺害する。終盤ではジニー・ウィーズリーも攻撃するが、近くにいたその母モリー・ウィーズリーを激怒させ決闘となる。息子フレッドの死でモリーを挑発するも、最後には心臓にモリーの呪文が当たり、呆気なく絶命する。
第8巻『呪いの子』では、ホグワーツの戦いの前夜にヴォルデモートの娘・デルフィーニを産み落としていたことが判明。デルフィーニは戦いの後に、アズカバンから戻ってきた夫のロドルファスによって育てられた。
映画版は『不死鳥の騎士団』から登場。『謎のプリンス』では、死喰い人の中心的存在として原作より出番が増えており、フェンリール・グレイバックとともに隠れ穴を火の海に変え、原作では参加しないホグワーツ襲撃に参加する。闇の印を天文台に打ち上げ（小説ではギボン）、ドラコにダンブルドアの殺害を迫り（小説ではアレクト・カロー）、ルビウス・ハグリッドの小屋を燃やす（小説ではソーフィン・ロウル）。『死の秘宝 PART1』では、ハーマイオニーを拷問する際、腕に「mudblood（＝穢れた血）」とナイフで傷をつけるなど、残虐性が強調されている。『死の秘宝 PART2』でモリーと一騎討ちを行なう。モリーの実力を完全に見くびり、笑いながら挑発するも、モリーの猛反撃に怯み、その隙に石化させられたうえ粉々に砕かれてしまった。
ロドルファス・レストレンジ
「間違いなく純血の血筋」とされる「聖28一族」のひとつで狂信的な純血主義とされるレストレンジ家の出身。ベラトリックス・レストレンジの夫であり、ラバスタン・レストレンジの兄。
ヴォルデモートが失脚し、ほかの死喰い人たちが相次いで闇の陣営を去るなか、妻や弟とともにヴォルデモートを探しつづけ、居場所を聞き出すため、ネビルの両親を拷問し廃人にした罪でアズカバンに収監される。このことからヴォルデモートには高く評価されており、復活した直後には最高の栄誉を与えると宣言される。第5巻でヴォルデモートの手引きによって妻や弟らとともに脱獄。神秘部の戦いに参加するが、ダンブルドアに捕らえられ、弟や義弟ルシウスらとともにアズカバンへ再収監となる。
第7巻でアズカバンを再脱獄。その後、ロドルファスは七人のポッター作戦の襲撃に参加して、負傷したとされるが、それ以降の消息は描かれていない。ヴォルデモートからは分霊箱の守護を任されるほどの信用を得ており、第7巻ではレストレンジ家の金庫が登場。数多くの財宝を所持している。
ホグワーツの戦いの後は、アズカバンから出所した後に、妻であるベラトリックスとヴォルデモートの娘デルフィーニを育て、闇の魔術を教え込んだ。
ラバスタン・レストレンジ
ロドルファスの弟。がっちりした体格をしている。ヴォルデモートの消滅後も兄や義姉とともに彼を探し続け、同じ罪でアズカバンに収監される。ヴォルデモートが復活した直後には、兄たちと同じく最高の栄誉を与えると宣言される。第5巻で兄たちとともに脱獄し、神秘部の戦いに参加するが、ダンブルドアに捕らえられ、兄弟ともにアズカバンへ再収監となる。その後の消息は描かれていない。
『ファンタスティック・ビースト』シリーズに登場するリタ・レストレンジとの関係は、明かされていない。
アントニン・ドロホフ
演 - アーベン・バジラクタラジ（映画版）
日本語吹き替え - 山口りゅう（映画版）
死喰い人の最古参のひとり。プルウェット家の兄弟ギデオンとフェービアンを殺害した罪で、アズカバンに収監されていた。顔はひん曲がっていて色黒。カルカロフはドロホフがマグルや反ヴォルデモートの者を数え切れないほど拷問したと証言するが、すでにカルカロフのすぐあとに逮捕されていた。第5巻でアズカバンを脱獄し、神秘部の戦いでアラスター・ムーディを倒すが、ダンブルドアに捕らえられ、再収監となる。第7巻で再脱獄し、トッテナム・コート通りでハリーらを襲撃するも失敗する。ホグワーツの戦いではリーマス・ルーピンを殺害するが、フィリウス・フリットウィックに敗れる。死喰い人のなかでも戦闘に秀でているようで、杖を鞭のように振るい、紫の炎を出して相手に致命傷を与えるという特殊な魔法を使う。
ワルデン・マクネア
演 - ピーター・ベスト（映画『アズカバンの囚人』『不死鳥の騎士団』）、アシュリー・アートス（映画『炎のゴブレット』）、トニー・カーウッド（映画『死の秘宝』二部作）
魔法省危険動物処理委員会の死刑執行人。がっちりとして大柄で、細く黒い口ひげを生やしている。第3巻でドラコ・マルフォイを負傷させたヒッポグリフのバックビークに死刑を執行すべくホグワーツを訪れるが、バックビークが脱出したため失敗に終わる。第5巻では巨人の居住地に赴いているのをルビウス・ハグリッドらに目撃される。ハグリッドはマクネアのことを「殺人鬼」と評する。ハグリッドがダンブルドア側として巨人のところへ行ったときには、ヴォルデモート側として巨人のところへ行く。その後、神秘部の戦いに参加してダンブルドアに捕らえられ、アズカバンに収監される。第7巻で脱獄し、ホグワーツの戦いに参加するが、ハグリッドに投げ飛ばされ、そのまま壁にぶつかって意識を失う。
オーガスタス・ルックウッド
演 - ガンディー・エバンズ（映画『不死鳥の騎士団』）、ポール・カンナ（映画『死の秘宝 PART1』）
元魔法省官僚。青白いあばた面。魔法省の情報に精通していたことから、ヴォルデモートに頼りにされる。ルード・バグマンの父とは古い親友で、その関係から若いころのバグマンを騙し、情報収集に利用していた。神秘部に勤務し、無言者として魔法省の内部からヴォルデモートに情報を流していたが、カルカロフの告発に遭い、アズカバンに収監される。第5巻で脱獄し、神秘部に保管されていた「予言」の情報をヴォルデモートに与える。神秘部の戦いにも参加するがダンブルドアに捕らえられ、アズカバンに再収監となる。第7巻で再脱獄し、ホグワーツの戦いに参加するが、アバーフォース・ダンブルドアに敗れる。
マルシベール
「服従の呪文」に長けた死喰い人。第5巻でアズカバンを脱獄し、神秘部の戦いに参加するが、ダンブルドアに捕らえられてアズカバンに再収監となる。スリザリン寮出身で、同寮のスネイプとも親密な交流があった。学生時代から他の学生に闇の魔術を使用しており、リリー・エバンズには名前をあげて非難されるほど嫌われていた。スネイプは彼との友情を捨てなかったため、リリーとのあいだに亀裂を生じさせる一因になった。
コーバン・ヤックスリー
演 - ピーター・マラン（映画版）
日本語吹き替え - 廣田行生（映画版）
天文塔の戦いに参加する死喰い人のひとり。「間違いなく純血の血筋」とされる「聖28一族」のひとつ、ヤックスリー家の出身。ホグワーツではスリザリン寮に所属していた。長身でいかつい顔をしている。
ヴォルデモートには非常に忠実で、自分の運ぶ情報にはつねに大きな自信を持っている。しかしルシウス、グレイバック、エイブリー、カロー兄妹同様、失脚したヴォルデモートを探さなかったひとりでもある。
第6巻でホグワーツに赴き、ドラコ、グレイバック、カロー兄妹、ソーフィン・ロウルとともにダンブルドアを追い詰める。スネイプがダンブルドアを殺害したあとに逃亡しようとするが、ハリーに凍結呪文をかけられる。服従の呪文が得意で、第7巻ではヴォルデモートの命を受けて魔法省に侵入し魔法法執行部部長だったパイアス・シックネスを呪文で服従させ、魔法省内部の情報を流すことに成功する。魔法大臣スクリムジョールが暗殺され、ヴォルデモートが魔法省を掌握し、シックネスが魔法大臣に就任すると、ヤックスリーは後任として魔法法執行部部長に就任する。新政策でマグル生まれ登録委員会を設立し、ドローレス・アンブリッジとともにマグル生まれを裁判・弾劾する。
ホグワーツの最終決戦に参加し、ジョージ・ウィーズリーやリー・ジョーダンに打ち倒される。
映画版は、『死の秘宝 PART1』に登場。映画版では原作第6巻におけるホグワーツ襲撃には参加せず、代わりにベラトリックス・レストレンジが加わっている。
アミカス・カロー
演 - ラルフ・アイネソン（映画版）
「間違いなく純血の血筋」とされる「聖28一族」のひとつ、カロー家の出身。妹はアレクト・カロー。ずんぐりとしていて、目が小さく青白い。第6巻でほかの死喰い人とともにホグワーツを襲撃する。第7巻では兄妹でホグワーツ魔法魔術学校の教師に就任し、「闇の魔術に対する防衛術」を担当するが、その授業内容は「闇の魔術に対する防衛術」というよりもむしろ「闇の魔術」そのものである。同時に規律係も務めるが、「磔の呪い」で体罰を行なう残酷さから「ドローレス・アンブリッジすらカロー兄妹に比べればかわいいもの」と評される。第7巻で、レイブンクロー寮にアレクトの闇の印による連絡を受け駆けつけるものの、居合わせたミネルバ・マクゴナガルを侮辱したことによってハリーの怒りを買い、磔の呪いをかけられ、兄妹揃ってミネルバ・マクゴナガルに拘束される。その後の消息は描かれていない。
映画版は、『謎のプリンス』と『死の秘宝 PART2』に登場。映画版では台詞は一言もなく、スネイプとマクゴナガルの決闘の際、マクゴナガルの魔法の流れ弾を喰らってアレクト共々気絶する。
アレクト・カロー
演 - スザンヌ・トース（映画版）
アミカスの妹。「間違いなく純血の血筋」とされる「聖28一族」のひとつ、カロー家の出身。兄同様、ずんぐりとした体型。笑い方は「ケタケタ」と表現されている。第6巻でほかの死喰い人とともにホグワーツを襲撃する。第7巻では兄妹でホグワーツ魔法魔術学校の教師に就任し、「マグル学」を担当、マグルを蔑視した教育を施す。同時に規律係も務め、「磔の呪い」で体罰も行なう。第7巻後半、レイブンクロー寮に侵入したハリーを発見し、闇の印を使ってヴォルデモート一派に連絡するが、直後にルーナ・ラブグッドに失神させられる。その後、兄とともにマクゴナガルによって拘束される。
映画版は『謎のプリンス』と『死の秘宝 PART2』に登場。兄と同様台詞はない。原作ではアレクトがドラコにダンブルドアを殺害するよう迫る場面があるが、映画版ではベラトリックスがその役目を務める。最後は兄共々マクゴナガルの流れ弾にあたり気絶する。また、映画版のオリジナルキャラクターであるスリザリン寮の女生徒フローラ・カローとヘスティア・カロー姉妹との関係については描写されていない。
ソーフィン・ロウル
演 - ロッド・ハント（映画版）
天文塔の戦いに参加する死喰い人のひとり。「間違いなく純血の血筋」とされる「聖28一族」のひとつ、ロウル家の出身。
色黒の巨漢で、髪は短くブロンド。第6巻では他の死喰い人とともにホグワーツ魔法魔術学校に乗り込み、ハリー・ポッターたちと戦闘を繰り広げる。このとき、死の呪いを乱射し、同じく死喰い人であるギボンを誤って殺害する。第7巻後半のホグワーツの戦いでは、木に縛りつけられていたとはいえ、巨人の血を引くハグリッドを杖の一振りで黙らせる。その後の消息は描かれていない。
映画版は『謎のプリンス』から登場。ベラトリックスが闇の印を打ち上げた際、下を覗き込んでいる。
『呪いの子』では、スコーピウスの台詞の中で姓のみ登場するが、愛を教えず金目当てでデルフィーニを育てた魔女ユーフェミア・ロウル（デルフィーニの台詞の中で名前のみ登場）との関係について描写されていない。
トラバース
演 - タヴ・マクドゥーガル（映画『不死鳥の騎士団』）、ジョン・キャンプリング（映画『死の秘宝 PART1』）
冷静な性格の死喰い人。「間違いなく純血の血筋」とされる「聖28一族」のひとつ・トラバース家の出身。痩身で、王冠のように見えるもじゃもじゃした白髪、鋭く高い鼻の持ち主。マッキノン一家の殺害に関与し、カルカロフがその罪を告発したが、すでにアズカバンに収監されていた。
第7巻後半でゼノフィリウス・ラブグッドから連絡を受け、セルウィンとともにラブグッド邸を訪れてハリーを捕らえようとする。その後、ダイアゴン横丁で変装したハリーたちと遭遇する。ポリジュース薬でベラトリックスに変身していたハーマイオニーとともにグリンゴッツ銀行に向かうが、透明マントで姿を隠していたハリーに服従の呪文をかけられ、銀行の地下洞窟に置き去りにされる。ホグワーツ最終決戦にも、死喰い人として参加しパーバティ・パチルと交戦するが、その後の消息は描かれていない。
『ファンタスティック・ビーストと黒い魔法使いの誕生』に登場するトーキル・トラバースとの関係は明かされていない。
セルウィン
演 - サイモン・グローバー（映画『死の秘宝 PART1』）
「間違いなく純血の血筋」とされる「聖28一族」のひとつ、セルウィン家の出身。声や性格は荒々しい。
ゼノフィリウスから連絡を受け、トラバースとともにハリーを捕らえようとする。冷静に状況を分析していたトラバースに対し、ゼノフィリウスが自分を謀ったと決めつけ激怒する。
エバン・ロジエール
「間違いなく純血の血筋」とされる「聖28一族」のひとつ、ロジエール家の出身。メンバーのなかでも最古参で有力な死喰い人だった。ベラトリックス・レストレンジ、アンドロメダ・トンクス、ナルシッサ・マルフォイら三姉妹の母方の親戚。
第4巻で、ダンブルドアの憂いの篩のなかで名前のみ登場。イゴール・カルカロフが自身の裁判のときに、罪の軽減を求め司法取引を行なった際に名前が挙がるが、裁判を傍聴していたアラスター・ムーディらの証言から、すでにムーディによって殺されていることが判明する。戦闘に秀でていたようで、死に際の抵抗でムーディの鼻を削ぐ。
『ファンタスティック・ビースト』シリーズに登場するヴィンダ・ロジエールやゲーム『ハリー・ポッター:ホグワーツの謎』に登場するフェリックス・ロジエールとの関係は明かされていない。
ウィルクス
第4巻で名前のみ登場。ヴォルデモートが失墜する前年に、闇祓いに殺された。
クラッブ
演 - フィリップ・ラーム（映画『炎のゴブレット』）
ドラコの取り巻きのひとり、ビンセント・クラッブの父親。第4巻ではヴォルデモートの復活に駆けつけ、第5巻では神秘部の戦いに参加するが、ダンブルドアに捕らえられ、アズカバンに収監される。
ゴイル
演 - リチャード・ロッソン（映画『炎のゴブレット』）
ドラコのもうひとりの取り巻き、グレゴリー・ゴイルの父親。第4巻ではヴォルデモートの復活に駆けつける。
ノット
演 - イースター・フリエル（映画『炎のゴブレット』）
「間違いなく純血の血筋」とされる「聖28一族」のひとつ、ノット家の出身。セオドール・ノットの父親。第4巻ではヴォルデモートの復活に駆けつけ、第5巻では神秘部の戦いに参加するがダンブルドアに捕らえられ、アズカバンに収監される。
エイブリー
演 - アレックス・パーマー（映画『炎のゴブレット』）
「間違いなく純血の血筋」とされる「聖28一族」のひとつ、エイブリー家の出身。第4巻から登場。ヴォルデモートの復活の際に駆けつけ、主の失脚後その消息を追わなかったことに関して許しを請うも、磔の呪いで罰せられる。第5巻ではヴォルデモートに予言に関して誤った情報を話し、罰せられる。神秘部の戦いにも参加するが、ダンブルドアに捕らえられ、アズカバンに収監される。ホグワーツではスリザリン寮に所属し、スネイプと交流があった。
ジャグソン
神秘部の戦いに参加する死喰い人のひとり。ダンブルドアに捕らえられ、アズカバンに収監される。
ギボン
天文塔の戦いに参加する死喰い人のひとり。天文台の上空に闇の印を打ち上げる。ハリーたちと交戦中、ロウルが乱射した死の呪いが当たり死亡する。

### 関係者
クィリナス・クィレル
ホグワーツ魔法魔術学校の教師。ハリーが1年生のときの「闇の魔術に対する防衛術」教師。死喰い人ではないが、ヴォルデモートと密通し、賢者の石を奪うために暗躍する。最後はハリーにかけられていた愛の魔法で体を焼かれて(映画ではさらに石化して)死亡する。

イゴール・カルカロフ
元死喰い人で、ダームストラング専門学校の校長。以前アズカバンに収監されていたが、魔法省と司法取引を行ない、釈放された。ヴォルデモートが復活した約1年後に、ヴォルデモート陣営の手によって殺害される。

レギュラス・ブラック
演 - トム・ムーア（映画版）
元死喰い人で、シリウス・ブラックの弟。ホグワーツ在学中はスリザリン寮に所属し、クィディッチチームのシーカーを務めていた。
16歳のときに死喰い人に加わり、約1年後、ヴォルデモートの求めに応じ、屋敷しもべ妖精のクリーチャーを差し出したが、毒液を飲まされ放置されるといった酷い扱いを受け、死にかけた状態で帰ってきたことで、ヴォルデモートに失望する。その後、ヴォルデモートが洞窟に隠した分霊箱を破壊するため、クリーチャーを連れて洞窟へ行き、クリーチャーにロケットの破壊を命じたあと、スリザリンのロケットの入った水盆の毒液を飲み干し、衰弱したところを亡者に水中へ引きこまれて死亡した。このとき、偽のロケットとしてブラック家の家宝のロケットを代わりに置き、その中にヴォルデモート宛てのメモを残した。メモに記された「R.A.B」とは、レギュラスのフルネームである「レギュラス・アークタルス・ブラック (Regulus Arcturus Black) 」の頭文字である。
すべて秘密裏に行ない、自分がヴォルデモートを裏切ったことが知られれば家族やクリーチャーに危険が及ぶと判断したためクリーチャーにも話さないように命令していた。そのためレギュラスの死は、一般に「闇の陣営にある程度まで入り込んだとき、恐れをなして身を引こうとしたため、数日後にヴォルデモートの命を受けたほかの死喰い人に殺された」ということになっていた。当人が望んだこととはいえ、真実が巷に伝わらなかったことから、リーマス・ルーピンにはその死を、不名誉な死に方（死喰い人を保身で売った報復）をしたイゴール・カルカロフと同一視されたうえで揶揄され、シリウスには「愚かな弟」と評される。
映画版は、『謎のプリンス』でホラス・スラグホーンがハリーに見せる写真のなかでのみ登場。
ナルシッサ・マルフォイ
演 - ヘレン・マックロリー（映画版）
日本語吹き替え - 佐藤しのぶ（映画版）
ルシウス・マルフォイの妻で、ドラコ・マルフォイの母。名前の由来はギリシア神話のナルキッソスから。「間違いなく純血の血筋」とされる「聖28一族」のひとつ、ブラック家の出身。父は純血の魔法使いシグナス・ブラック、母は純血の魔女ドゥルーエラ・ブラック(旧姓ロジエール)。姉にベラトリックスとアンドロメダがおり、ニンファドーラ・トンクスは姪にあたる。父方の従弟に、シリウス・ブラックとレギュラス・ブラック兄弟がいる。トンクス家およびシリウスとは、絶縁状態にある。
すらっとした色白の美女で、髪はブロンドで目は青い。冷たく高慢であるが、夫や息子との仲は良好で、家族愛はきわめて強い。とくに息子のことは溺愛しているようであり、教育上の理由で夫がダームストラングに行かせようとするのに対し、「ダームストラングは遠い」と反対する。
純血主義者で、ホグワーツのスリザリン寮出身であり、死喰い人やヴォルデモートとの関わりも深いが、正式な死喰い人ではない。とはいえ、名家ブラック家の出身であるだけあって魔力は高く、マルフォイ邸において突如現れたハリー、ロンにも敏速に応戦し、ドラコと組んで呪文の応酬戦を繰り広げる。
原作では第4巻が初登場で、クィディッチのワールドカップにて貴賓席で夫と息子とともにクィディッチを観戦する。第6巻では夫が神秘部での戦いの際にアズカバンに収監されたことへの逆恨みから、買い物に訪れたマダム・マルキンの洋装店にて鉢合わせしたハリーと口論になり、シリウスのことを槍玉にあげて挑発する。ヴォルデモートに任務を命じられた息子の守護を求め、スネイプに破れぬ誓いを結ばせる。第7巻のホグワーツの戦いでは、戦いには積極的に参加せず、禁じられた森でハリーが「死の呪文」を受けた際は、闇の陣営より息子の無事の確認を優先し、ヴォルデモートにハリーが死んだと虚偽の申告をする。このことが、ハリーがヴォルデモートに勝利するきっかけとなる。ヴォルデモートの死後も、一家で死喰い人残党の捕獲に協力する。そのため、マルフォイ家は咎めを受けることはなく、家名は存続する。
映画版は、『謎のプリンス』から登場。原作と異なり、黒髪に金髪が混じった髪色になっている。また、ハリーたちと口論になるシーンがなく、ドラコの安全策を講じるのはベラトリックスに変更されている。ホグワーツでの最終決戦ではドラコとの再会を果たすと、戦いに参加することなく、毅然とした態度でルシウスを置いて息子を連れてホグワーツ城をあとにする。
フェンリール・グレイバック
演 - デイブ・レジェノ（映画版）
日本語吹き替え - 江川央生（映画版）
現存する人狼のなかでもっとも残酷・獰猛とされる男で、闇の陣営側の人狼たちのリーダー的存在。身体は大きく、血と泥と汗が混じったような悪臭が漂い、歯は尖り、爪は長く黄色く、髪やひげは灰色でもつれているという野獣のごとき風貌をしている。「人狼は人の血を流す権利がある」という考えを持ち、「魔法使いの子供を噛んで人狼、そして死喰い人にすること」を使命とする。人を噛むだけでは飽き足らず、食い殺していたこともダンブルドアの発言から示唆される。
正確には死喰い人ではなく、より多くの獲物を得られるという理由からヴォルデモートに仕えている。子供を専門に狙うという特性から、ヴォルデモートによって対抗勢力への脅しに利用される。幼少期のリーマスや『ホグワーツの謎』に登場するキアラ・ロボスカを噛み、人狼へ変えた張本人でもある。第6巻の天文塔の戦いにも参加し、その際にビル・ウィーズリーに噛みつく。
第7巻では、「人さらい」のリーダーとしてハリー、ロン、ハーマイオニー、ディーン・トーマス、グリップフックを捕らえてマルフォイ邸まで連行する。ホグワーツの戦いにも死喰い人として参戦し、ラベンダー・ブラウンを組み伏せ噛み付こうとするが、ハーマイオニーの呪文で吹き飛ばされ、起き上がろうとしたところをシビル・トレローニーが投げつけた水晶玉が頭に当たって気絶する。ヴォルデモートが戦闘を中断させた際に撤退するが、戦闘が再開された後でロンとネビルによって倒される。
映画版は『謎のプリンス』から登場。人狼であるという設定は語られない。『謎のプリンス』では、本編冒頭でほかの死喰い人とともにダイアゴン横丁を襲撃してオリバンダー老人を誘拐、その勢いのままミレニアム・ブリッジを崩落させる。また、人さらいの構成は後述のスカビオールがリーダー格になっている。『死の秘宝 PART2』では、原作と違ってラベンダーを殺害し、その後ハーマイオニーに吹き飛ばされる。
スカビオール
演 - ニック・モラン（映画版）
日本語吹き替え - 佐藤せつじ（映画版）
「人さらい」のひとり。グレイバックとともにハリーたちを追い詰める。
映画版では『死の秘宝』二部作に登場。映画版では原作と比べて役割が大きくなり、「人さらい」のリーダー格として描かれている。『死の秘宝 PART2』ではホグワーツの戦いにも死喰い人側として参加するが、シェーマス・フィネガンが仕掛け、ネビルが作動させた渡り廊下の爆発によって、谷底に落とされ死亡する。

### 『ハリー・ポッターと呪いの子』の登場人物
ヴォルデモートの死より19年後以降、および逆転時計の効果で改変された世界を舞台とする『ハリー・ポッターと呪いの子』に登場する、死喰い人関連の人物。
デルフィーニ
ベラトリックスとヴォルデモートのあいだに生まれた娘。その出自のためにホグワーツに通うことはなかったが、育ての親であるロドルファスによって闇の魔術を教え込まれた。アルバス・セブルス・ポッターとスコーピウス・マルフォイが過去に干渉したために変更された、ヴォルデモートが支配する世界では、「オーグリー様」と周囲に称えられる。

セドリック・ディゴリー
ホグワーツのハッフルパフ生。本来の歴史では三大魔法学校対抗試合でハリーとともに最後まで勝ち残ったために、ヴォルデモート復活の陰謀に巻き込まれ死亡するが、逆転時計を使ってセドリックの運命を変えようとするアルバスとスコーピウスに試合の途中で肥らせ魔法をかけられ、笑いものにされた屈辱から死喰い人となり、ホグワーツの戦いでネビルを殺害してヴォルデモート陣営を勝利に導くことになる。